# Kościół św. Józefa w Rościszewie
Kościół Świętego Józefa – rzymskokatolicki kościół parafialny należący do parafii św. Józefa w Rościszewie (diecezja płocka, dekanat sierpecki).
Jest to świątynia wzniesiona w latach 1779−1781 przez Benedykta Józefa Jeżewskiego na miejscu starszej, wybudowanej jeszcze w średniowieczu przez Rościszewskich, która już popadała w ruinę. Zapewne stara świątynia murowana z cegły reprezentowała styl gotycki, nowa została zbudowana w stylu barokowym. W 1932 roku została powiększona o dobudowane prezbiterium z zakrystią. Z tego czasu pochodzi także polichromia wykonana przez Stanisława Tarnowskiego. Wyposażenie świątyni jest dosyć nowe. Z okresu jego budowy pochodzi barokowa ambona, natomiast ze starej świątyni zachowała się jedynie granitowa kropielnica. Interesujące są umieszczone we wnętrzu epitafia z XIX wieku. Wykonane z czerwonego marmuru jest poświęcone Julii z Żurawskich Jeżewskiej (zmarłej w 1824 roku), małżonki Ksawerego, która była w stanie błogosławionym, co zostało upamiętnione tajemniczo brzmiącym zapisem: Tu leży iedno Serce tu Oboie Bo dwoie iedno było iedno dwoie. W kruchcie jest umieszczone epitafium z czarnego marmuru upamiętniającą generałową Józefę Genowefę ze Zboińskich Jeżewską (zmarłą w 1836 roku). Opisano tu jej wszelkie zasługi. Dziewięćdziesięcioletnia generałowa została pochowana w wejściu do świątyni. Wysoką wartość artystyczną ma nagrobek powstały z 1874 roku rodzeństwa Hemplów z rzeźbą wykonaną przez Bolesława Syrewicza przedstawiającą krzyż i aniołka.